# Верх-Куєндат
Верх-Куєнда́т (рос. Верх-Куендат) — присілок у складі Первомайського району Томської області, Росія. Входить до складу Новомаріїнського сільського поселення.
Стара назва — Верхній Куєндат.

## Населення
Населення — 40 осіб (2010; 48 у 2002).
Національний склад (станом на 2002 рік):
- росіяни — 98 %